# Marc Autheman
Marc Autheman, né le 18 mars 1957, est un journaliste français de télévision.

## Biographie
Marc Autheman fait ses débuts à Europe 1 et RTL Télévision.
Marc Autheman présente les journaux de Télématin sur Antenne 2 en duo avec Catherine Ceylac à partir de 1988. En 1990, il devient sur FR3 le présentateur du Soir 3 puis de 1992 à 1994 du 19/20 en duo avec Élise Lucet. Après avoir été le remplaçant d'Henri Sannier au Soir 3 à partir de 1995, il redevient le présentateur du journal du soir d'octobre 1997 à juillet 2001. Rédacteur en chef à partir de 2000, Marc Autheman structure le journal en trois parties (« ce soir », « aujourd'hui » et « demain ») en proposant une page culturelle et un dessin de presse.
À partir de septembre 2001, Marc Autheman effectue les remplacements d'Élise Lucet jusqu'en 2002, date à laquelle il quitte France 3.
Il fonde alors ChaosTélévision, une chaîne d'informations culturelles sur le câble et le satellite, mais le projet échouera faute d'investisseurs.
En 2007, il rejoint la chaîne d'information en continu BFM TV. À partir de juin 2007, il co-présente avec Valérie Béranger puis Stéphanie de Muru Info 360 le week-end puis Week-end 360 les samedis et dimanches de 18h à 21h. À partir de février 2008, il a animé 20h Week-end du vendredi au dimanche de 20 h à 21 h ainsi que le QG, le samedi de 18 h à 19 h. Depuis septembre 2008, il présente le QG de l'info le samedi et le dimanche de 18 h à 19 h puis de 20 h à 21 h.
À la rentrée 2010, Marc Autheman continue d'incarner la tranche entre 20 h et 21 h avec Le 20 heures puis avec le QG de l'info décalé entre 22 h et 23 h.
À la rentrée d'août 2014, Christophe Hondelatte le remplace à la présentation de ces tranches d'information du week-end. Marc Autheman écrit alors une lettre à sa direction critiquant la ligne éditoriale de BFM TV, en particulier la « seule recherche de l'audience » et la « dramatisation excessive d'évènements mineurs » : il est licencié dans la foulée et attaque son ancien employeur aux prud'hommes en novembre 2014